# Беспятово (Ступинский район)
Беспятово — деревня в Ступинском районе Московской области в составе Аксиньинского сельского поселения (до 2006 года — Большеалексеевский сельский округ).

## География
Расположено на севере района, на безымянном ручье бассейна реки Северка, высота центра деревни над уровнем моря — 136 м.
Ближайшие населённые пункты: Акатово севернее, на другом берегу ручья, Марьинка — примерно в 2 км на северо-запад и Сапроново также около 2 км юго-восток.

## Население
| 2002 | 2006 | 2010 |
| ---- | ---- | ---- |
| 324  | ↗331 | ↘288 |

## Инфраструктура
В деревне 7 улиц, 3 тупика, 2 проезди и 2 СНТ.